# Charles-Jean de La Vallée Poussin

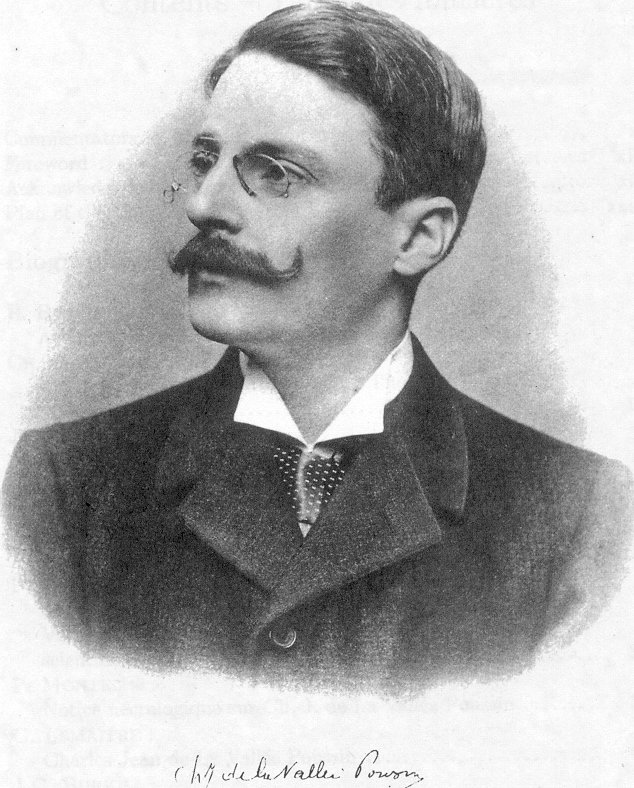
Charles-Jean de La Vallée Poussin

Charles-Jean Etienne Gustave Nicolas, baron de La Vallée Poussin (Leuven, 14 augustus 1866 - Watermaal-Bosvoorde, 2 maart 1962) was een Belgisch wiskundige. Hij is vooral bekend door zijn bewijs van de priemgetalstelling in 1896.

## Biografie
Charles-Jean was de zoon van Charles-Louis de La Vallée Poussin, die gedurende ruim 40 jaar geologie en mineralogie doceerde aan de Université catholique de Louvain (UCL). Na les gevolgd te hebben in het Heilige-Drievuldigheidscollege bij de Jozefieten te Leuven en de jezuïeten te Bergen ving hij in 1883 zijn universitaire studies aan te Leuven. Hij werd burgerlijk ingenieur mijnbouwkunde maar onder impuls van zijn latere promotor Louis-Philippe Gilbert vatte hij de studies wiskunde aan en promoveerde hij in 1890 als doctor in de wiskundige en natuurkundige wetenschappen.
Vanaf 1891 begon hij reeds te doceren te Leuven en specialiseerde hij zich onder de vleugels van Louis-Philippe Gilbert verder. Hij werkte te Parijs onder leiding van Camille Jordan en Henri Poincaré en te Berlijn onder leiding van Hermann Schwarz. In 1892 overleed Gilbert en werd hem - ondanks zijn jonge leeftijd - gevraagd om diens leerstoel over te nemen. Het jaar nadien werd hij definitief benoemd tot hoogleraar.
In 1909 werd hij lid van de Koninklijke Academie van België. Dit zou hij blijven tot aan zijn dood. Gedurende de Eerste Wereldoorlog verzorgde hij gastcolleges aan de Harvard-universiteit, aan het Collège de France, waar hij samenwerkte met Henri Lebesgue, en aan de Sorbonne.
In 1920 werd hij verkozen tot de allereerste voorzitter van de Internationale Wiskundige Unie die het jaar ervoor opgericht was. In september 1920 zat hij het eerste congres van de unie voor te Straatsburg en hield hij er tevens een voordracht over variabele functies.
In 1943 werd zijn 50-jarig hoogleraarschap gevierd. Uiteindelijk zou hij ruim 60 jaar zijn leerstoel bezetten.
In december 1961 brak hij zijn schouder bij een val. Hiervan zou hij niet meer geheel herstellen en hij overleed enkele maanden nadien aan de gevolgen hiervan.

## Werk
De eerste onderzoeken van Charles-Jean de La Vallée Poussin gebeurden op het gebied van integraal- en differentiaalrekenen.
In 1896 bewees hij de priemgetalstelling. Dit gebeurde onafhankelijk en gelijktijdig met Jacques Hadamard die eveneens deze stelling bewees. De La Vallée Poussin maakte hiervoor gebruik van de methode van de complexe functies.
In 1903 (deel I) en 1906 (deel II) publiceert hij zijn belangrijkste werk: Cours d'Analyse Infinitésimale in 2 delen waarvan uiteindelijk in totaal 12 uitgaven zullen verschijnen. Dit werk wordt in de 21e eeuw nog steeds gebruikt, de laatste herdruk vond plaats in 2003.
In de periode 1908-1925 deed hij vooral onderzoek naar de benadering van functies door algebraïsche en goniometrische polynomen. In 1920 was hij promotor van Georges Lemaître, de vader de oerknaltheorie, die doctoreerde met de thesis L'approximation des fonctions de plusieurs variables réelles.
Na 1925 deed hij vooral onderzoek van de complexe functies en de potentiaaltheorie. In 1949 verschijnt over dit laatste onderzoeksveld zijn boek Le potentiel logarithmique et représentation conforme.
Minder bekend is dat een van zijn werken de basis vormde voor de latere lineaire programmering.

## Belangrijkste werken en publicaties
- Cours d'Analyse Infinitésimale, 1903 (deel I) en 1906 (deel II)
- Intégrales de Lebesgue, fonctions d'ensemble, classes de Baire, 1916
- Leçons sur l'approximation des fonctions d'une variable réelle, 1919
- Leçons de mécanique analytique, 1924
- Les nouvelles méthodes de la théorie du potentiel et le problème généralisé de Dirichlet, 1937
- Le potentiel logaritmique et représentation conforme, 1949

## Erkenning
Ter gelegenheid van zijn 35-jarig hoogleraarschap in 1928 verleende koning Albert I hem de titel van baron.
In 1987 werd het belangrijkste auditorium op de wetenschappelijke campus te Louvain-la-Neuve naar hem genoemd. Tevens werd in 2001, eveneens aan de UCL, de gastleerstoel  de La Vallée Poussin opgericht.
In 2000 werd door de Koninklijke Academie van België het eerste deel van de verzamelde wetenschappijke werken van de La Vallée Poussin uitgegeven. Het is de bedoeling om in totaal 4 delen te laten verschijnen.
In 2005 werd hij genomineerd voor de verkiezing van De Grootste Belg maar hij eindigde buiten de nominatielijst op plaats 312.